# 第61回全国高等学校サッカー選手権大会
第61回全国高等学校サッカー選手権大会（だい61かいぜんこくこうとうがっこうサッカーせんしゅけんたいかい）は、1983年（昭和58年）1月1日から1月8日にかけて行われた、全国高等学校サッカー選手権大会である。

## 概要
- キャッチフレーズ 燃えつきるまでRUN!

### 日程
- 開会式　1月1日
- 1回戦　1月2日・3日
- 2回戦　1月4日
- 準々決勝　1月5日
- 準決勝　1月7日
- 決勝　1月8日

### 使用会場
- 国立霞ヶ丘競技場陸上競技場（準決勝・決勝）
- 西が丘サッカー場（1回戦～準々決勝）
- さいたま市大宮公園サッカー場（1回戦～準々決勝）
- 駒沢オリンピック公園総合運動場陸上競技場（2回戦）
- 三ツ沢公園球技場（2回戦）
- 等々力陸上競技場（1回戦）
- 千葉県総合運動場陸上競技場（1回戦）

## 出場校
北海道・東北
- 北海道代表 室蘭大谷
- 北奥羽代表 盛岡商（岩手県）
- 東北代表 東北学院（宮城県）
- 西奥羽代表 秋田商（秋田県）

関東
- 茨城県代表 水戸商
- 北関東代表 矢板東（栃木県）
- 埼玉県代表 浦和南
- 千葉県代表 習志野
- 東京都代表 帝京
- 神奈川県代表 旭
- 山梨県代表 韮崎

北信越・東海
- 北越代表 新潟工（新潟県）
- 北陸代表 金沢西（石川県）
- 長野県代表 上田東
- 静岡県代表 清水東
- 愛知県代表 中京
- 三岐代表 四日市中央工（三重県）

近畿
- 京滋代表 守山（滋賀県）
- 大阪府代表 摂津
- 兵庫県代表 御影
- 紀和代表 和歌山北（和歌山県）

中国
- 西中国代表 益田農林（島根県）
- 東中国代表 作陽（岡山県）
- 広島県代表 広島工

四国
- 南四国代表 徳島商（徳島県）
- 北四国代表 八幡浜工（愛媛県）

九州
- 福岡県代表 東海大五
- 長崎県代表 島原商
- 西九州代表 九州学院（熊本県）
- 東九州代表 中津工（大分県）
- 鹿児島県代表 鹿児島実
- 沖縄県代表 浦添

## 試合

### 1回戦
- 清水東 3 - 0 中津工
- 矢板東 0 - 3 九州学院
- 金沢西 2 - 2(PK7 - 6) 徳島商
- 島原商 0 - 2 習志野
- 浦和南 3 - 0 和歌山北
- 浦添 0 - 2 新潟工
- 中京 1 - 0 四日市中央工
- 作陽 0 - 3 帝京

- 守山 3 - 1 室蘭大谷
- 益田農林 0 - 1 水戸商
- 東海大五 2 - 0 上田東
- 八幡浜工 1 - 2 東北学院
- 盛岡商 1 - 1(PK6 - 5) 広島工
- 秋田商 0 - 1 鹿児島実
- 旭 1 - 1(PK4 - 3) 摂津
- 御影 1 - 4 韮崎

### 2回戦
- 清水東 6 - 0 九州学院
- 金沢西 2 - 5 習志野
- 浦和南 3 - 2 新潟工
- 中京 0 - 2 帝京

- 守山 2 - 0 水戸商
- 東海大五 1 - 1(PK3 - 4) 東北学院
- 盛岡商 1 - 0 鹿児島実
- 旭 0 - 1 韮崎

### 準々決勝
- 清水東 3 - 0 習志野
- 浦和南 0 - 2 帝京

- 守山 6 - 0 東北学院
- 盛岡商 1 - 2 韮崎

### 準決勝
- 清水東 1 - 0 帝京
- 守山 1 - 1(PK2 - 4) 韮崎

### 決勝
- 清水東 4 - 1 韮崎

## 得点王
- 青島秀幸 (清水東) 8得点

## 主な出場選手
- 堀池巧 (清水東)
- 長谷川健太 (清水東)
- 大榎克己 (清水東)
- 田口禎則 (浦和南)
- 和田昌裕 (御影)
- 羽中田昌 (韮崎)
- 保坂孝 (韮崎)